# Andrea Klementová (plavkyně)
Andrea Klementová (* 2003) je česká plavkyně, která se věnuje klasickému i zimnímu plavání.

## Biografie
Andrea Klementová se narodila v roce 2003, od dětství žije v Třebíči, na ZŠ Bartuškova se začala věnovat plavání a volejbalu. Nastoupila do oddílu Laguna Třebíč.
Z počátku se věnovala klasickému plavání, ale během uzavírky plaveckých bazénů v roce 2019 se začala věnovat zimnímu plavání. Na mistrovství světa v zimním plavání v roce 2022 v Hlohově v Polsku získala 4. místo ve volném způsobu a v motýlku, ve své kategorii získala dvě stříbrné a jednu bronzovou medaili. 
V mistrovství světa roce 2023 v Samoëns ve Francii získala dvakrát 4. místo, ve své kategorii získala 5 stříbrných a dvě bronzové medaile. V roce 2023 se stala mistryní republiky v zimním plavání ve stylu prsa a také ve volném způsobu, V roce 2023 odešla studovat do Brna vysokou školu, tam také přestoupila do plaveckého klubu Krokodýl Brno. Tam se začala věnovat závodně také dálkovému plavání.
V roce 2024 byla oceněna jako nejlepší česká závodnice v ledovém plavání, cenu obdržela od Českého svazu plaveckých sportů. V témže roce má v plánu štafetově i sólově se pokusit o přeplavbu kanálu La Manche. V roce 2024 na mistrovství Evropy v ledovém plavání v Rumunsku získala celkem sedm medailí, z toho 3 zlaté a to za závody na 50 m motýl, 100 m motýl a 50 m znak. V roce 2024 se stala vítězkou Českého poháru v zimním plavání. Dne 8. července 2024 ve štafetě spolu s Janem Knotkem, Gabrielou Dvořáčkovou, Pavlínou Dvořáčkovou, Josefem Knotkem a Helenou Biškovou přeplavala Lamanšský průliv, dále pak výkon zopakovala individuálně dne 13. srpna 2024. V květnu roku 2025 oznámila, že v témže roce plánuje přeplavat kanál Catallina u Los Angeles.

## Ocenění
V roce 2023 získala ocenění Sportovec města Třebíče a v roce 2024 obhájila ocenění Sportovec města Třebíče v kategorii jednotlivcí dospělí. V roce 2024 byla oceněna Cenou města Třebíče. V roce 2024 byla v anketě Sportovec kraje Vysočina oceněna 2. místem v kategorii Dospělí – ženy.